# Garchinger Hafen

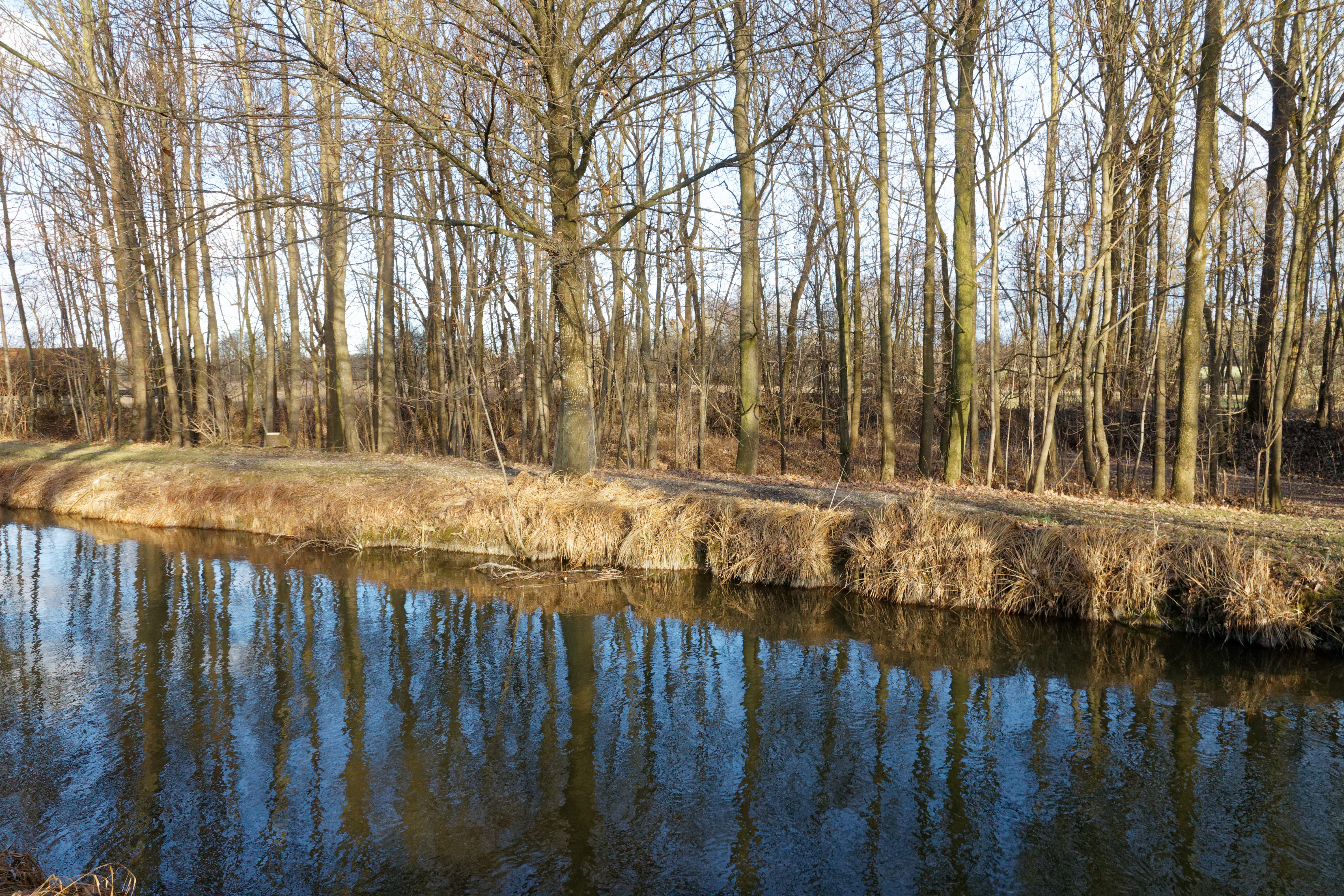
Schleißheimer Kanal dahinter der Garchinger Hafen

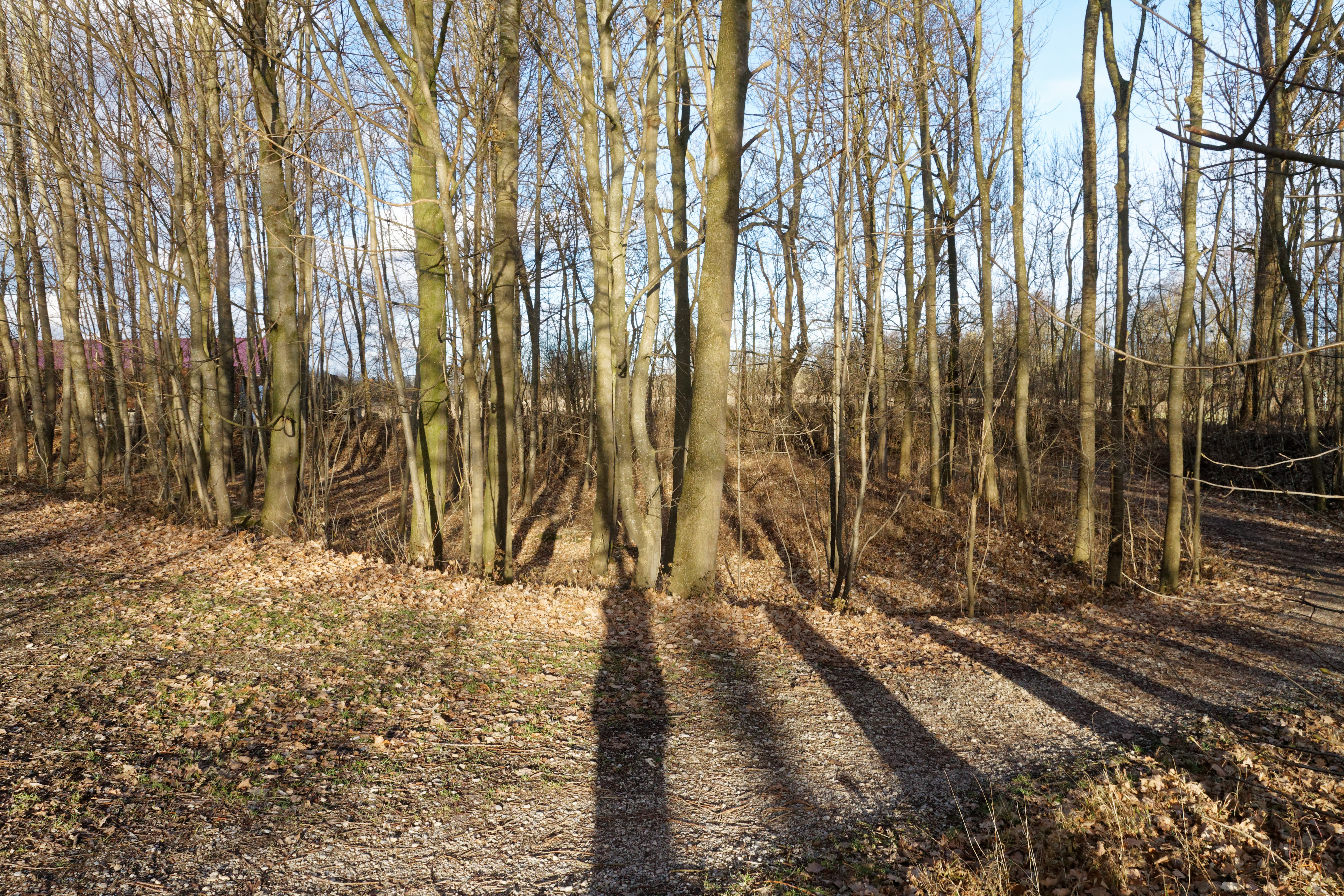
Ehemaliges Hafenbecken des Garchinger Hafens

Als Garchinger Hafen wird ein künstliches Hafenbecken bezeichnet, das 1689 mit dem Schleißheimer Kanal auf dem Gebiet der heutigen Gemeinde Garching bei München angelegt wurde. Es diente als Verladestelle für Baumaterial für die Schlossanlage Schleißheim. Heute ist das Becken trocken gefallen, aber im Gelände deutlich sichtbar.

## Beschreibung
Der Schleißheimer Kanal gehört zum Nordmünchner Kanalsystem, das maßgeblich auf Kurfürst Maximilian II. Emanuel zurückgeht. Er wurde durch Hofbaumeister Enrico Zuccalli angelegt, um Schloss Lustheim und das geplante Schloss Schleißheim mit Wasser aus der Isar zu versorgen. Dazu konnte nur der geringe Höhenunterschied der Münchner Schotterebene zwischen dem Isarauslass bei Großlappen (491,3 m NN) und dem Bauplatz für das Schloss Schleißheim (484,6 m NN) genutzt werden.
Der Anfang des Kanals wurde parallel zur Isar angelegt, aber mit geringerem Gefälle, so dass er zwischen mehrere Meter aufragenden Dämmen verlief. Nahe Dirnismaning, heute der südlichste Ortsteil von Garching, knickt der Schleißheimer Kanal in einem Winkel von etwa 90 Grad ab und leitete das Wasser nach Nordwesten zu den Schlössern ab. An diesem Kanal-Knie, an dem auch eine Überlaufverbindung zum Garchinger Mühlbach angelegt wurde, wurde das Hafenbecken errichtet. Auch das Becken war von Dämmen gefasst, deren Reste heute noch gut zu erkennen sind.
Der Hafen diente zum Verladen von Baumaterial, das für den Bau der Schlossanlage Schleißheim benötigt wurde. Flöße brachten unter anderem Holz, Nagelfluh, Tuff und Kalkstein die Isar hinab. Lehmgruben bei Ismaning fertigten die Ziegel für die Bauten. Von einer Floßlände an der Isar, die südlich von Garching am nächstgelegenen Punkt des Flussufers errichtet wurde, wurden die Materialien auf Lastkarren zum etwa 1 Kilometer westlich der Isar gelegenen Garchinger Hafen gebracht. Dazu musste eine kleine Brücke über den Garchinger Mühlbach errichtet werden. Am Hafen wurde das Material auf flache Lastkähne verladen, mit denen es weiter zur Baustelle der Schlossanlage transportiert wurde. Nach der Fertigstellung des Neuen Schlosses in Schleißheim verlor das Hafenbecken seine Bedeutung und wurde aufgelassen. Die Kanäle wurde für Bootsfahrten zur Unterhaltung der höfischen Gesellschaft genutzt, bis König Ludwig I. 1846 die Gelder für den Unterhalt der Bootsflotte strich.
Als Teil des Schleißheimer Kanals steht das Garchinger Hafenbecken als Bodendenkmal unter Denkmalschutz.